# Dendrobium labangense
Dendrobium labangense är en orkidéart som beskrevs av Johannes Jacobus Smith. Dendrobium labangense ingår i släktet Dendrobium, och familjen orkidéer. Inga underarter finns listade i Catalogue of Life.